# Mario Gutiérrez Cotelo
Mario Gutiérrez Cotelo (nascut el 10 de febrer de 1975 a Llangréu, Astúries) és un futbolista asturià retirat que jugava com a migcampista.